# Pehr Edman

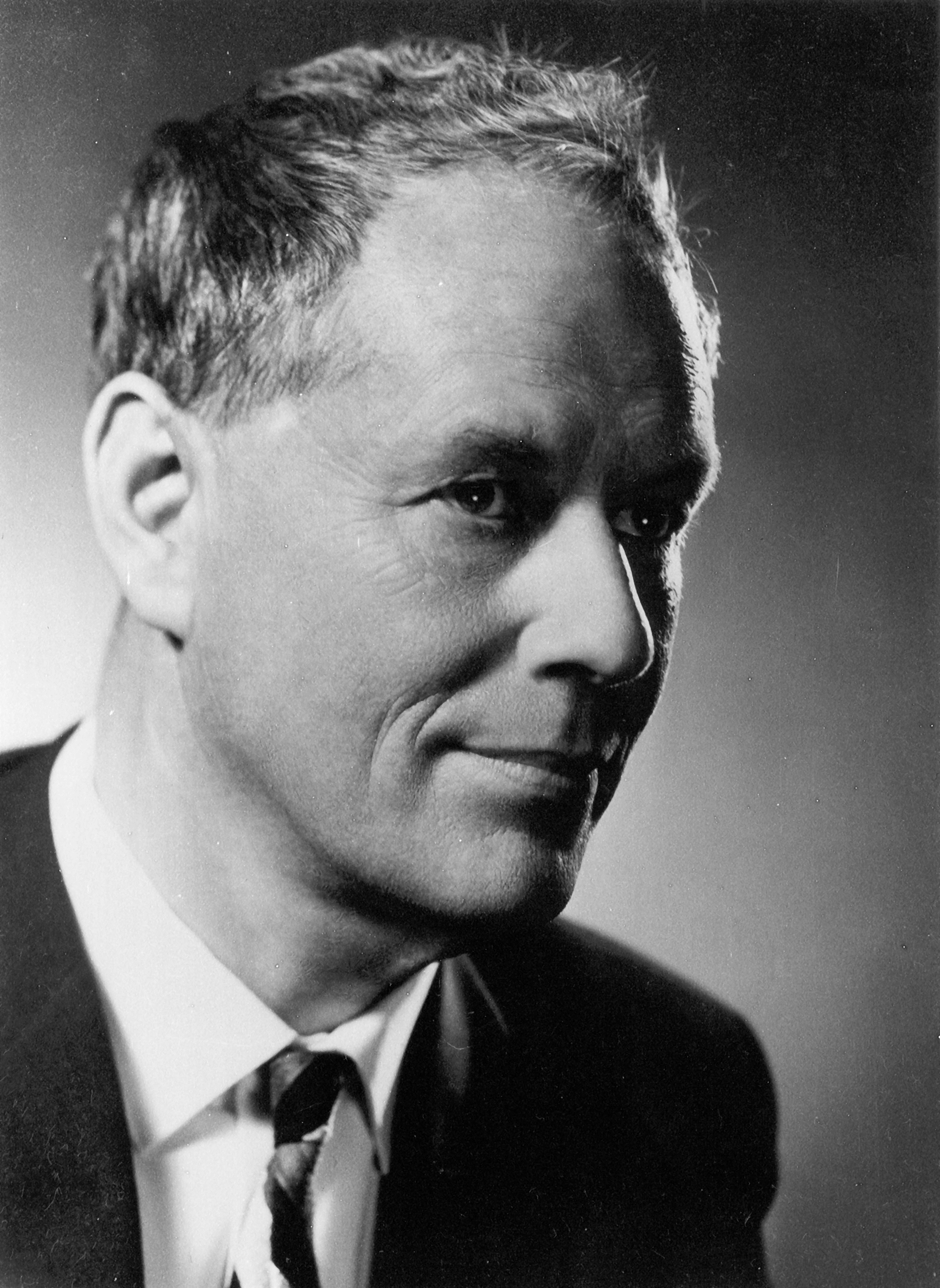
Pehr Edman (1968)

Pehr Victor Edman (* 14. April 1916 in Stockholm; † 19. März 1977) war ein schwedischer Biochemiker.
Er entwickelte 1950 den nach ihm benannten Edman-Abbau, der es ermöglicht, die Reihenfolge der Aminosäurebausteine in Proteinen zu bestimmen.

## Leben
Edman wurde in Stockholm geboren. Nach der Schulausbildung begann er 1935 ein Studium der Medizin am Karolinska Institutet. Sein Interesse lag auf der Grundlagenforschung. Nach dem Studienabschluss blieb er am Karolinska-Institut, wo er im Labor von Erik Jorpes (1894–1973) auf seine Promotion zum Doktor der Medizin hinarbeitete. Der Zweite Weltkrieg unterbrach seine Forschung, da er zum Dienst in der Sanitätstruppe der Schwedischen Armee einberufen wurde. Nach dem Krieg wurde Edman 1946 mit einer Arbeit zur Aufreinigung und Analyse von Angiotensin aus Rinderblut promoviert.
Durch die zu jener Zeit neu gewonnene Erkenntnis inspiriert, dass Proteine chemisch einheitliche Substanzen mit definierter Molmasse, Ladung und Struktur sind, widmete sich Edman der Entwicklung einer Methode, mit der man die Reihenfolge der Aminosäurebausteine, die Aminosäuresequenz des Proteins entschlüsseln kann.
Nach der Promotion ging er für ein Jahr im Rahmen eines Forschungsstipendiums in die USA zum Northrop-Kunitz-Laboratorium am Rockefeller Institute of Medical Research in Princeton. Danach kehrte er nach Schweden zurück, um eine Assistenzprofessur an der Universität Lund anzunehmen. 1950 publizierte er die erste Arbeit, in der er das Prinzip seiner später als Edman-Abbau bekannt gewordenen Reaktionsreihenfolge zur Sequenzbestimmung vorstellt. Bis zu seinem Tode galt sein Hauptinteresse der Perfektionierung dieses Verfahrens mit dem Ziel, immer längere Sequenzabschnitte bei geringeren Probenmengen bestimmen zu können.
Edman ging 1957 nach Australien und wurde Direktor an der St. Vincent’s School of Medical Research. Hier entwickelte er 1967 zusammen mit seinem Assistenten Geoffrey Begg den ersten Proteinsequenator eines Automaten, der die sich immer wiederholenden Schritte des Edman-Abbaus automatisch durchführen kann.
1972 wechselte Edman zum Max-Planck-Institut für Biochemie in Martinsried bei München, wo er die Effizienz der automatischen Sequenzierung weiter verbesserte. Dort arbeitete auch Edmans zweite Ehefrau, Agnes Henschen, die er 1968 geheiratet hatte. Agnes Henschen nutzte Edmans hochgezüchtete Methode zur Sequenzaufklärung des Fibrinogens, eines wichtigen Proteins für die Blutgerinnung.
1974 wurde er zum Mitglied (Fellow) der Royal Society gewählt.
1977 verstarb Pehr Edman nach kurzem Koma an einem Hirntumor.